# Kernilis
Kernilis é uma comuna francesa na região administrativa da Bretanha, no departamento Finisterra. Estende-se por uma área de 10,16 km². Em 2010 a comuna tinha 1 468 habitantes (densidade: 144,5 hab./km²).